# Boyton End
Boyton End är en by civil parish Stoke-by-Clare, i distriktet West Suffolk, i grevskapet Suffolk, i England. Byn nämndes i Domedagsboken (Domesday Book) år 1086, och kallades då Alia Boituna.